# Вішньовка (Кантемірський район)
Вішньовка (рум. Vişniovca) — село в Кантемірському районі Молдови. Знаходиться поблизу муніципія Комрат, за 12 км від залізничної станції Яргара та за 8 км від залізничної станції Купорани. Населення — 1800 мешканців (2007).

## Дороги
Через Вішньовку проходить автомобільна дорога R37 (Чадир-Лунга — Комрат — Кантемір) і починається L606 (Вішньовка — Баймаклія).

## Історія
За часів МРСР Вішньовка вважалася селищем міського типу. В 1969 році тут проживало 2 тис. жителів. Працював радгосп-завод «Вішньовський» з вирощування та переробки ефіроолійних культур.

## Галерея

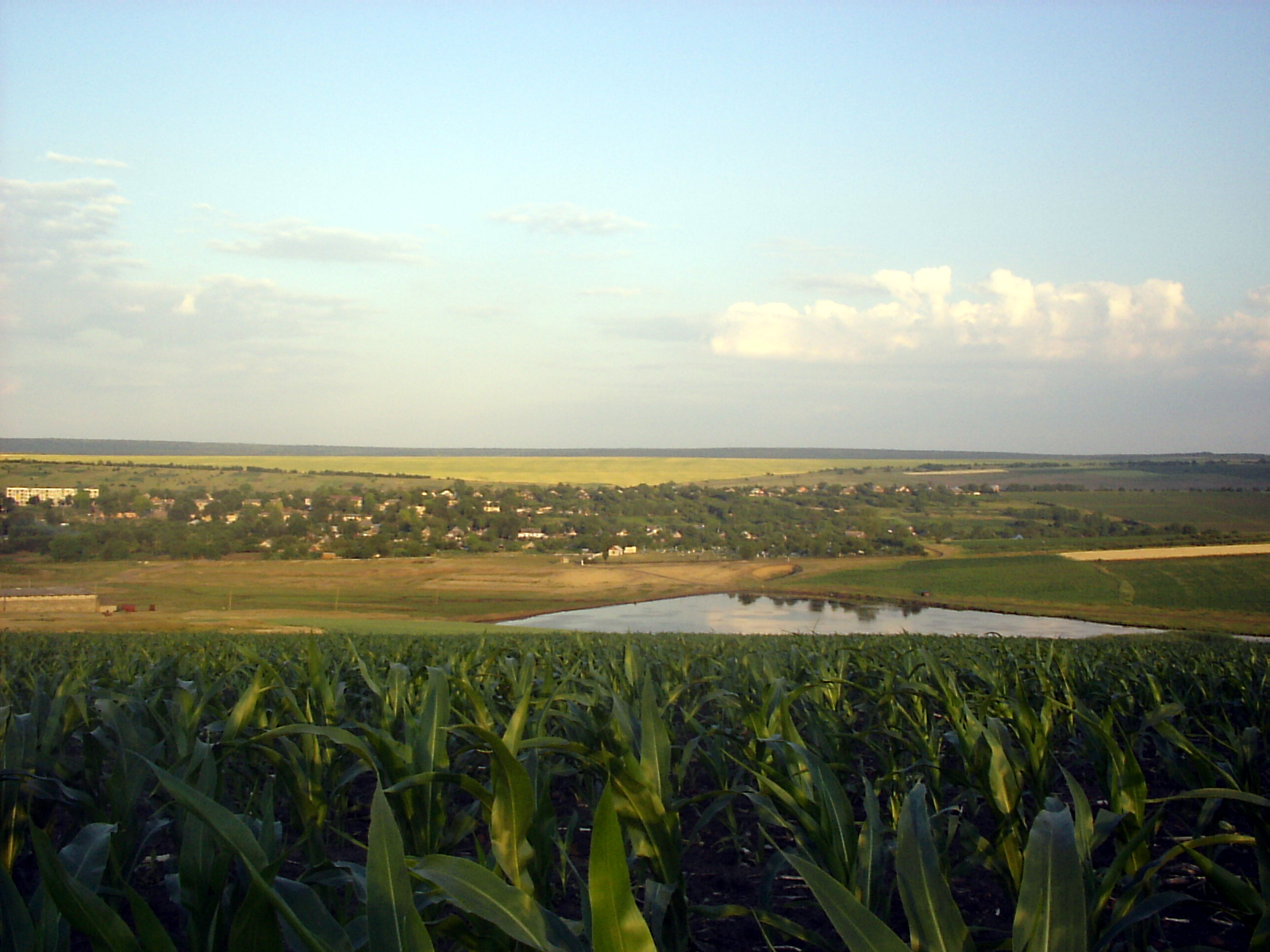
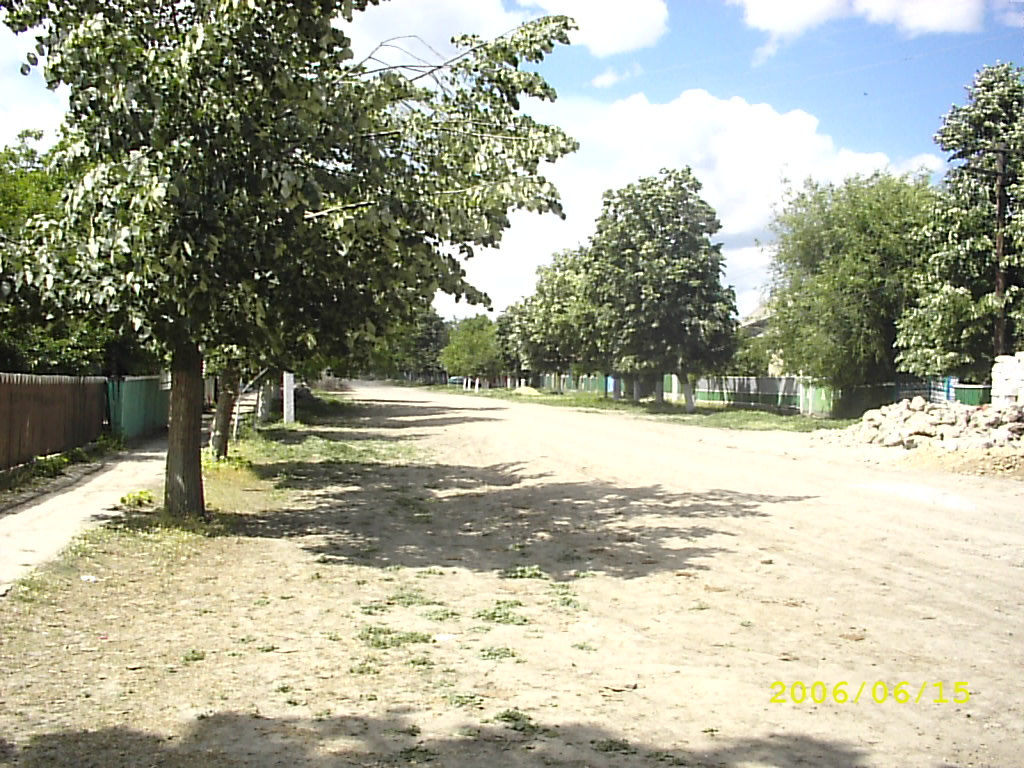
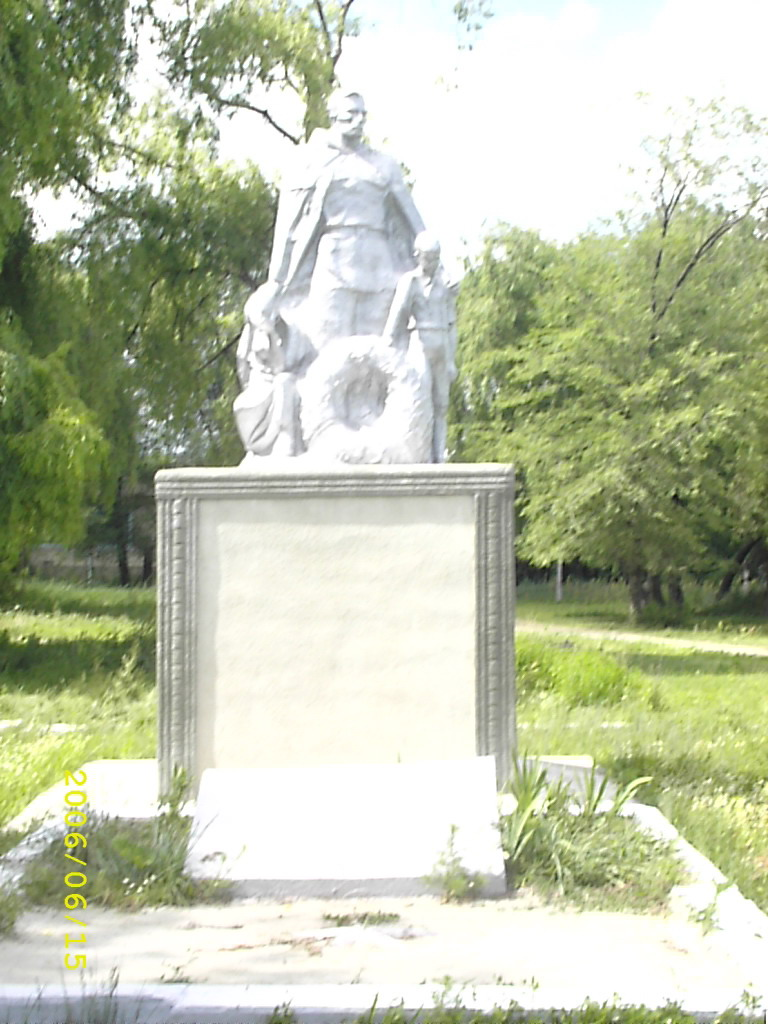